# Лов на мишеве
„Лов на мишеве” је југословенски кратки ТВ филм из 1982. године. Режирао га је Зоран Танасковић који је написао и сценарио.

## Улоге
| Глумац          | Улога |
| --------------- | ----- |
| Саво Радовић    |       |
| Лазар Ристовски |       |